# Sinikka Kallio
Sinikka Sisko Kallio (till 1958 Kallio Visapää), född 2 februari 1917 i Raumo, död 19 mars 2002 i Helsingfors, var en finländsk författare.
Kallio, som var dotter till prosten Kaiku Kallio och Hilda Maria Veijalainen, blev student 1935 och filosofie kandidat 1939. Hon var huvudredaktör för tidskriften Taide 1946 och medlem av styrelsen för PEN-klubben i Finland från 1949. Av hennes verk kan nämnas Vahasydän (1946), Kolme vuorokautta (1948), Kaislakerttu (1950, Siivet (1946), Neljästi minä palaan (1948), Sils-Maria (1950), Santiagon simpukka (1952) och Kuvista ja kuvaamisesta (1955).